# フルーツマン
「フルーツマン」は、岩田光央の7作目のシングル。2010年10月27日にLantisから発売された。

## 概要
前作「官能ダンシング/トウメイグラス」から2年2ヶ月ぶりのリリースとなる2010年1作目のシングル。カップリング曲「眠るものたちへ 〜おれパラver.〜」は、ライブ『おれパラ』の参加メンバーである小野大輔、鈴村健一、森久保祥太郎を含めた4人で歌っている。ジャケットには、カエルのパペットがゼリービーンズを食べきれずに口から溢れ出ている様子がプリントされている。

## 収録曲
1. フルーツマン [3:42]
作詞：岩田光央、作曲・編曲：宮崎誠
2. セルフ [4:13]
作詞：岩田光央、作曲・編曲：宮崎誠
3. 眠るものたちへ 〜おれパラver.〜 [3:28]
歌：岩田光央、小野大輔、鈴村健一、森久保祥太郎
作詞：阿閉真琴、作曲・編曲：前澤寛之